# Gaylord Nelson
Gaylord Anton Nelson (4 de junho de 1916 - 3 de julho de 2005) foi um político e ambientalista norte-americano de Wisconsin que serviu como senador e governador. Ele era membro do Partido Democrata e fundador do Dia da Terra, que lançou uma nova onda de ativismo ambiental.